# Van Hool A507
Le Van Hool A507 est un minibus produit par le constructeur belge Van Hool de 1990 à 1996.
L'A507 est le plus petit modèle de bus à avoir été produit par Van Hool.

## Caractéristiques
- L'intérieur

Ils sont équipés de 15 sièges pour les passagers.
- Le moteur

Ils sont équipés d'un moteur L6 (6 cylindres en ligne) Cummins ou MAN positionné au centre côté gauche.

## Les exploitants
Seule la Grèce, la ville d'Athènes,, et l'Allemagne, la ville de Marbourg, eurent ce véhicule.
| Pays      | Ville   | Exploitant         | Exemplaires | Numéro de parc | Remarques              |
| --------- | ------- | ------------------ | ----------- | -------------- | ---------------------- |
| Allemagne | Marburg | Stadtwerke Marburg | 1           | ?              | Moteur MAN - Prototype |
| Grèce     | Athènes | E.THE.L            | 33          | 401 à 433      | Moteur Cummins         |